# Lomas Athletic Club
Lomas Athletic Club is een Argentijnse sportclub uit de stad Lomas de Zamora. De club is een van de oudste nog bestaande clubs van Argentinië. Het wordt beschouwd als de eerste Argentijnse topclub in het voetbal met vijf landstitels tussen de jaren 1893 en 1898. De club is voornamelijk actief in bowls, cricket, veldhockey, golf, rugby en tennis.

## Geschiedenis

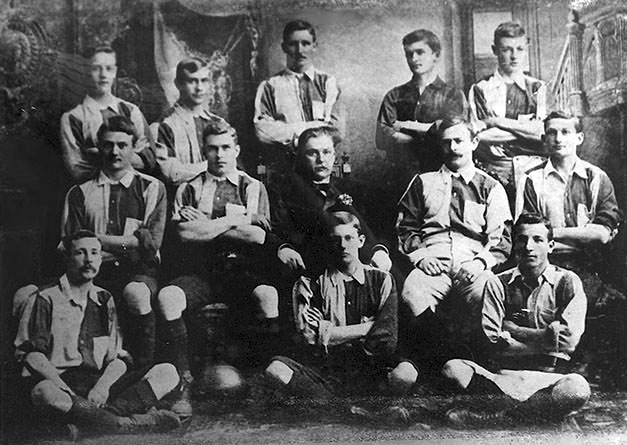
Elftal in 1893 dat toen landskampioen werd.

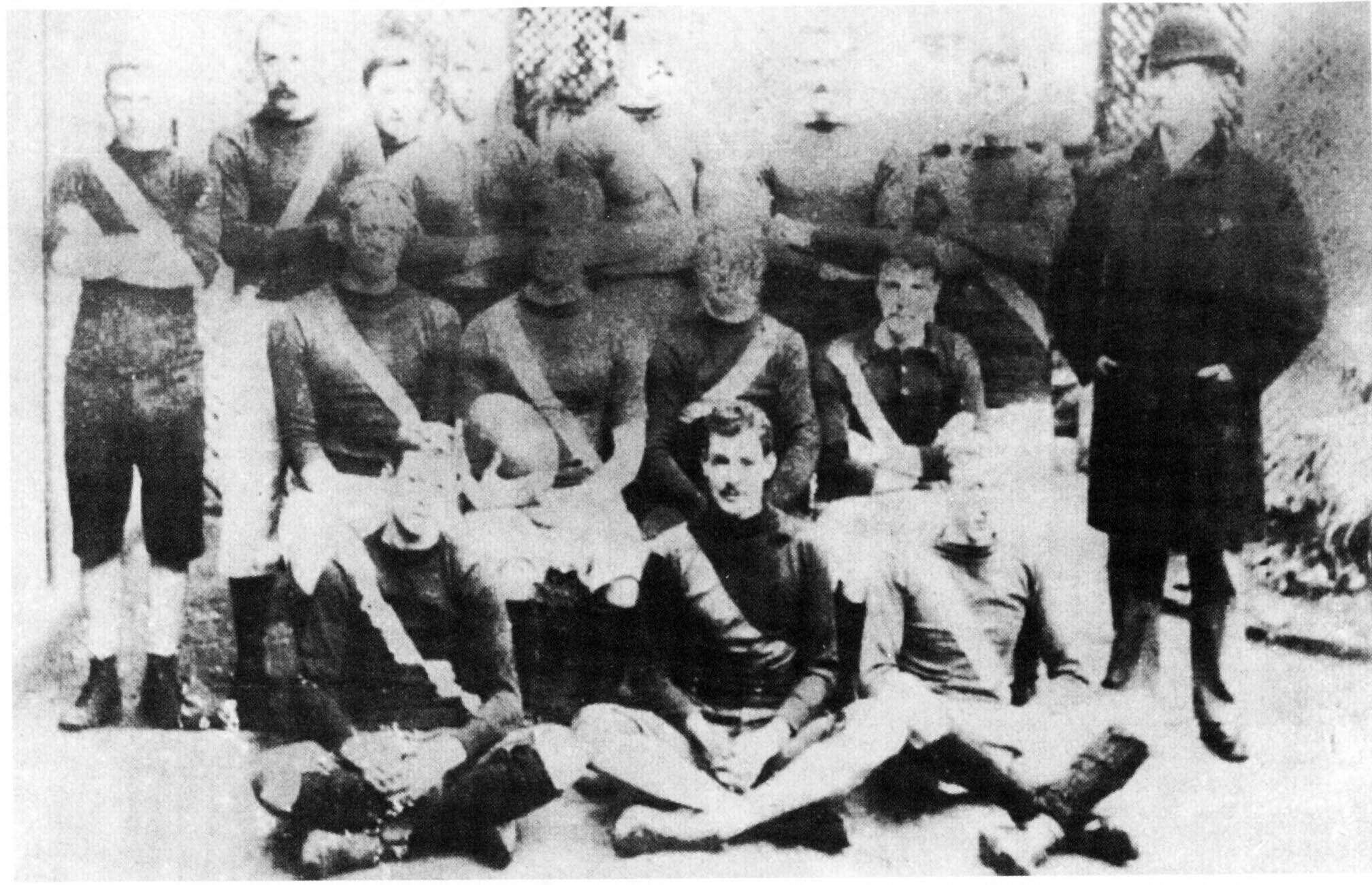
Rugby, 1899.

Op 15 maart 1891 richtten Engelse immigranten Lomas Academy Athletic Club op. Twee jaar later werd de naam Lomas Athletic Club aangenomen. De club was actief in cricket, voetbal, tennis, rugby en golf. De eerste rugbywedstrijd werd gespeeld tegen Quilmes AC en werd gewonnen. In 1893 nam de club deel aan het tweede voetbalkampioenschap van het land en werd meteen kampioen. De club werd vrij succesvol en won tot 1898 de titel, behalve in 1896 toen Lomas Academy, dat nota bene door leden van Lomas Athletic opgericht werd, de hegemonie van de club doorbrak.
In 1899 begon de club ook in de nieuwe rugbycompetitie. Langzaam werd het rugby belangrijker voor de club en nadat de voetballers in 1909 degradeerden werd de voetbalafdeling ontbonden. Ondanks dat de club maar 17 jaar actief was in het voetbal is het de negende meest succesvolle club in het Argentijnse voetbal met vijf landstitels. Op 9 juli 1909 verloor de club zijn laatste wedstrijd met 18-0 van Estudiantes Buenos Aires. Tot op heden is dit de grootse nederlaag in de geschiedenis van het Argentijnse voetbal op het hoogste niveau.
Sinds de jaren dertig is veldhockey een van de belangrijkste sporten voor de club.

## Tenues
| Voetbal 1891-1897 | 1893 | 1897-1909 | Rugby | Veldhockey |

## Erelijst

### Voetbal
Landskampioen
1893, 1894, 1895, 1897, 1898

### Cricket
Landskampioen
1897-98, 1899-00, 1901-02, 1917-18, 1922-23, 1947-48, 1948-49, 1951-52, 1962-63, 1964-65, 1972-73, 1977-78, 1978-79, 1979-80, 1990-91, 1994-95, 2000-01, 2002-03, 2003-04, 2009-10, 2012-13

### Hockey
Landskampioen (vrouwen)
1938, 1977, 1979, 1983, 1984, 1985, 1986, 1989, 1991, 1992, 1993, 1996, 1997, 2001, 2003, 2005, 2006

### Rugby
Landskampioen
1899, 1913